# Torneo de Charleston 2012
El Torneo de Charleston 2012 o Family Circle Cup es un evento de tenis perteneciente a la WTA en la categoría Premier. Se disputa desde el 31 de marzo hasta el 8 de abril. Es el único evento de la temporada jugado en tierra batida verde.

## Campeones

### Individuales femenino
- Serena Williams vence a  Lucie Safarova por 6-0, 6-1.

Fue su título N°40 de su carrera en singles y su cuarto en tierra batida.

### Dobles femenino
- Anastasiya Pavliuchenkova /  Lucie Safarova vencen a  Anabel Medina /  Yaroslava Shvedova por 5-7, 6-4, 10-6.